# Atamas
Atamas (gr. Ἀθάμας Athámas, łac. Athamas) – w mitologii greckiej król Orchomenos w Beocji.
Był synem tesalskiego władcy Eola (Ajolosa) i Enarety, wnukiem Hellena. Z nimfą Nefele miał syna Fryksosa i córkę Helle. Gdy po jej porzuceniu (lub śmierci) poślubił Ino, macocha zamierzała się ich pozbyć. W obliczu zagrożenia Nefele we śnie nakłoniła swe dzieci do ucieczki, zsyłając im uskrzydlonego baranka o złotym runie, który uniósł rodzeństwo do Kolchidy.
Ze związku z Ino król miał dwóch synów – Learchosa i Melikertesa, poza tym oboje wychowywali urodzonego z jej siostry Semele małego Dionizosa (syna Zeusa), narażając się tym na gniew zazdrosnej Hery. Za pośrednictwem erynii Tyzyfone dotknąła ona Atamasa szaleństwem, wskutek czego zgładził on starszego z synów, a młodszego wraz z matką doprowadził do samobójczej śmierci w morzu. Po tej tragedii zbiegł z Orchomenos i osiedlił się w Epirze; według innej wersji mitu miał założyć Atamanię w kraju Lapitów. 
Jako postać występuje na nielicznych malowidłach wazowych.